# Второй Пролетариат
Второй или Малый Пролетариат (пол. Mały (Drugi) Proletariat), по собственному названию Социально-революционная партия «Пролетариат» (пол. Socjalno-Rewolucyjna Partia «Proletariat») — польская революционная партия в Российской империи.
Основан в 1888 г. путём объединения оставшихся организаций I Пролетариата (под руководством Марцина Каспшака) и студенческой группы пропагандистов (под руководством Людвика Кульчицкого).
Второй Пролетариат признавал террор как одно из средств борьбы с самодержавием. Представители Малого Пролетариата участвовали в учредительном конгрессе II Интернационала (Париж, 1889). На съезде в августе 1889 г. было избрано руководство, состоящее из Станислава Мендельсона, Марии Янковской-Мендельсон и Александра Дембского. В 1891 г. оформилась фракция, выступавшая против тактики террора. В 1893 г. Второй Пролетариат объединился с Социал-демократией Королевства Польского.